# Uchida Kōsai

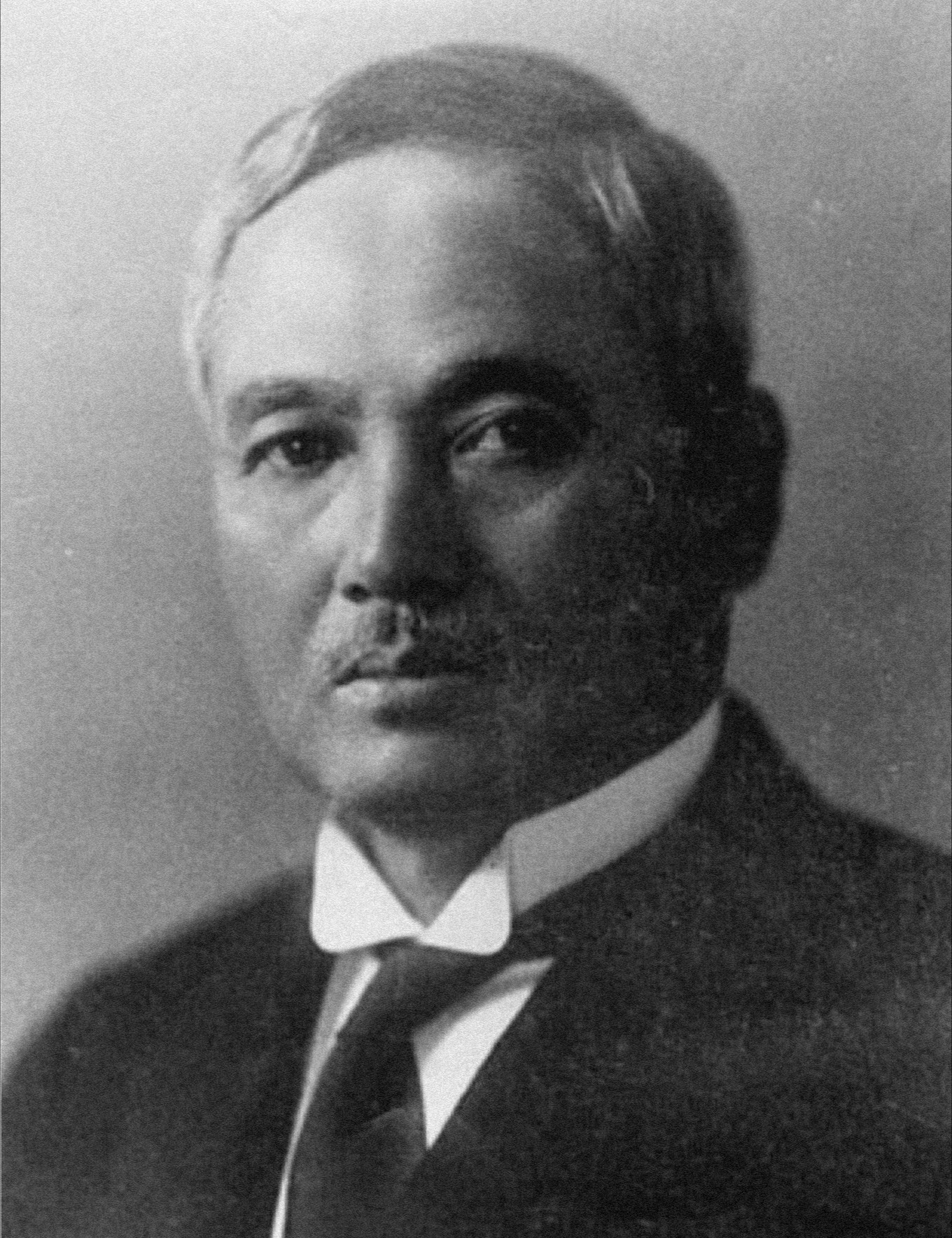
Uchida Kōsai

Hakushaku Uchida Kōsai, auch Uchida Yasuya (japanisch 内田 康哉; * 17. November 1865 in Ryuhoku, Landkreise Yatsushiro, Provinz Higo; † 12. März 1936 in Tokio), war ein japanischer Diplomat und Politiker.

## Leben und Wirken
Uchida Kōsai machte seinen Studienabschluss an der Universität Tokio und trat dann ins Außenministerium ein. Im diplomatischen Dienst bekleidete er Botschafterposten in China, in Österreich-Ungarn, in den USA und im Russischen Kaiserreich, wo er die Russische Revolution miterlebte. 1911 trat Uchida seine erste Amtszeit als Außenminister des Japanischen Kaiserreiches im Kabinett Saionji II an. Er brachte es insgesamt auf fünf Amtszeiten in ebenso vielen Kabinetten. Als Außenminister übernahm er auch 1921 und 1923 kommissarisch das Amt des Premierministers.
Während seiner dritten Amtszeit als Außenminister (1932–1934) setzte Uchida sich ein für die Anerkennung des Marionettenstaats Manchukuo und für Japans Austritt aus dem Völkerbund, nachdem sich dieser gegen das japanische Vorgehen bezüglich Manchukuo ausgesprochen hatte.